# Scuola Militare Nunziatella

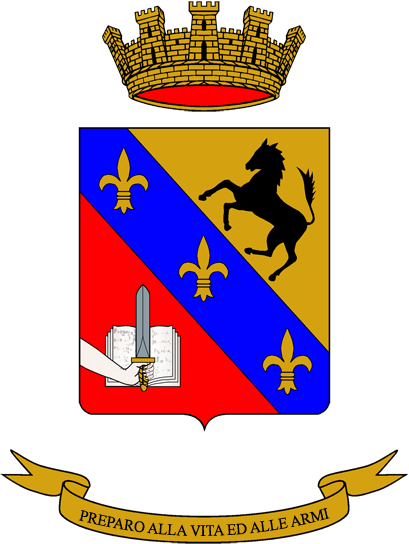
Wappen der Schule

Die Scuola Militare Nunziatella (deutsch Militärschule Nunziatella) ist eine Kadettenanstalt des italienischen Heeres und hat ihren Sitz in Neapel.

## Sitz und Name
Die 1787 gegründete Militärschule ist in einem ehemaligen Jesuitenkonvent untergebracht, dem die kleine Annunziata-Kirche (Mariä Verkündigung) angeschlossen ist. Im neapolitanischen Volksmund wird diese verkleinernd Nunziatella genannt, auch um sie von einer gleichnamigen größeren Kirche (Santissima Annunziata Maggiore) im Stadtzentrum zu unterscheiden. Später wurde dieser Dialektausdruck Teil des offiziellen Namens der Militärschule.
Die Schule verfügt in Neapel noch über zusätzliche Einrichtungen modernerer Bauart. Nach umfassenden Renovierungs- und Umbauarbeiten wird der Schule in einigen Jahren auch die Caserma Nino Bixio zur Nutzung übergeben.

## Ausbildung
An der Militärschule Nunziatella können Jugendliche die dreijährige Gymnasiale Oberstufe absolvieren und Abitur machen. Gewählt werden kann zwischen einem humanistischen und einem naturwissenschaftlichen Zweig. Der Unterricht wird vorwiegend von zivilen Gymnasiallehrern erteilt. Alle Schüler müssen an den Nachmittagen am Sportunterricht und an der militärischen Ausbildung teilnehmen. Die Schule ist den anderen staatlichen Oberschulen gleichgestellt. Da es sich um eine militärische Ausbildungsstätte handelt, haben auch die in der Regel 16- bis 19-jährigen Schüler den Status von Soldaten und tragen Uniform. Nach dem erfolgreichen Schulabschluss steht es den Schülern offen, entweder ins Zivilleben zurückzukehren oder eine militärische Laufbahn einzuschlagen und sich zum Beispiel an der Accademia Militare di Modena zu Offizieren ausbilden zu lassen. In diesem Fall müssen sich die Offiziersbewerber wie alle anderen Bewerber einem Auswahlverfahren unterziehen, erhalten jedoch auf Grund ihres besonderen Schulabschlusses Bonuspunkte.
Das italienische Heer unterhält neben der Militärschule Nunziatella eine weitere Kadettenvoranstalt: die 1802 in Mailand gegründete Militärschule Teuliè. Beide unterstehen dem Ausbildungskommando des Heeres. Eine dritte Militärschule, das Collegio Militare di Roma, bestand bis 1943 in Rom. In ihrem Gebäude hat heute die Führungsakademie der Streitkräfte ihren Sitz.
Neben den beiden Kadettenvoranstalten des Heeres gibt es noch eine entsprechende Schule bei der Marine, die Scuola Navale Militare Francesco Morosini in Venedig, und eine bei der Luftwaffe, die Scuola Militare Aeronautica Giulio Douhet in Florenz.

## Geschichte

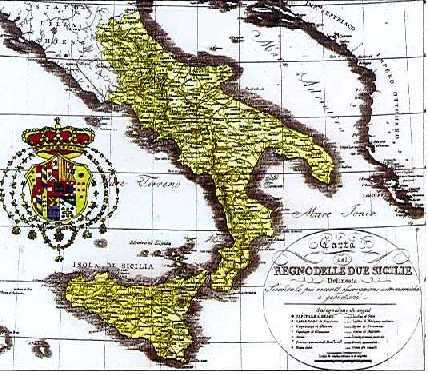
Königreich Neapel, ab 1815 beider Sizilien

Königreich beider Sizilien

Von allen derzeitigen italienischen Kadettenvoranstalten ist die Nunziatella die traditionsreichste. Sie entstand im damaligen bourbonischen Königreich Neapel, das unter Karl III. eine gewisse Eigenständigkeit erlangt hatte. Karl III. begann im Zug seiner Reformpolitik unter anderem mit dem Aufbau eigener Streitkräfte, für die er auch einige Schulen einrichtete, darunter die 1735 gegründete Marineakademie, deren Aufgaben 1881 von der italienischen Accademia Navale übernommen wurden. 1736 wurde die Artillerieschule eröffnet, 1745 die Akademie für Mathematik und 1754 die für militärische Ingenieure.
Durch den Zusammenschluss der letzteren drei Schulen ging am 18. November 1787 offiziell die neue königliche Militärakademie hervor, die Real Accademia Militare, die später in Real Collegio Militare umbenannt wurde und dann als Kadettenvoranstalt den heutigen Namen Scuola Militare Nunziatella erhielt. De facto war der Zusammenschluss der Artillerie- und der Ingenieurschule zur Militärakademie bereits 1769 erfolgt.
1756 hatte man im Königreich Sardinien-Piemont die 1678 in Turin gegründete Reale Accademia di Savoja in eine reine Militärakademie umgewandelt, welche heute als Accademia Militare di Modena weiterbesteht. Je nach Betrachtungsweise war oder ist eine der beiden Militärakademien in Neapel bzw. Turin die älteste Heeresoffiziersschule Italiens.
Die königliche Militärakademie in Neapel konnte kurz nach ihrer Gründung in den Jesuitenkonvent einziehen, in dem sie sich als Militärschule Nunziatella noch heute befindet, da König Ferdinand IV. im Jahr 1767 alle Jesuiten des Landes verwiesen hatte.
Im Komplex der heutigen Militärschule mussten seinerzeit angehende Ordensleute ihr Noviziat absolvieren.
Zwischen 1782 und 1784 entsandte die neue Militärakademie eine Gruppe von Offizieren an die bekanntesten Offiziersschulen Europas, um über deren Methoden und Erfahrungen zu berichten. Die Ergebnisse dieser Studienreise trugen in den folgenden Jahrzehnten mit dazu bei, dass die Militärakademie Neapel bis zum Untergang des Königreiches beider Sizilien im Jahr 1861 die weitaus beste Institution der Armee blieb und keinen Vergleich mit den Offiziersschulen anderer europäischer Streitkräfte scheuen musste. Selbst während der napoleonischen Periode (1799–1815) wurde sie nur für kurze Zeit geschlossen und dann von Joachim Murat nach französischem Vorbild als Polytechnische Militärschule weiter ausgebaut. Zuletzt bildete Murat mit den Schülern noch seine Leibgarde.
Nach 1815 behielt der zurückgekehrte König Ferdinand IV. die Akademie zunächst in ihrer napoleonischen Form bei. Sie wurde jedoch bald zu einem Zentrum des Widerstands gegen die Restauration und immer mehr ihrer Schüler und Dozenten schlossen sich später der italienischen Einigungsbewegung an. 1819 teilte der König die Schule: am selben Ort verblieb das Real Collegio Militare, an dem der Offiziersnachwuchs für die Artillerie und die Pioniertruppe ausgebildet wurde, während die neue „Militärakademie“ im Konvent von San Giovanni a Carbonara für die Offiziersanwärter aller anderen Truppen zuständig wurde. Schon im folgenden Jahr 1820 ging vor allem auch vom Real Collegio Militare der von General Guglielmo Pepe organisierte Aufstand gegen die Bourbonen aus, der den König zum Erlass einer Verfassung zwang. 1821 wurde die liberale Bewegung in Neapel entsprechend der Politik der Heiligen Allianz von den Österreichern niedergeschlagen. Die danach vom König durchgeführten Säuberungen trafen die Militärakademien hart. 1823 wurden im Real Collegio Militare die vornapoleonischen, militärisch bewährten, aber politisch unzeitgemäßen Erziehungsgrundsätze wieder eingeführt. Während einiger Jahre übernahm es auch die Ausbildung von Marineoffizieren. Dank fähiger, italienfreundlicher Dozenten lieferte die Schule bis 1861 guten Offiziersnachwuchs, der jedoch überwiegend antibourbonisch eingestellt war. Unter den damaligen Dozenten war auch der Philosoph Francesco De Sanctis. Nachdem der König von Neapel in den Palast von Caserta gezogen war, verlegte er von 1855 bis 1859 auch das Real Collegio Militare vorübergehend ins nahe Maddaloni (heute Sitz der Verwaltungsschule des Heeres). 1860 waren es vor allem die von diesem Institut ausgebildeten Offiziere, die mit ihren Soldaten gegen Giuseppe Garibaldis Rothemden in die Schlacht am Volturno zogen und dann den König in der Festung von Gaeta verteidigten, obwohl sie eigentlich für die Einigung Italiens waren. Einige von ihnen hatten unter Daniele Manin 1848 und 1849 in Venedig gegen die Österreicher gekämpft.
Nach der Einigung Italiens unter dem Haus Savoyen geriet das Real Collegio Militare bei der Regierung in Turin in Missgunst, weil man die Akademie und ihre Absolventen irrtümlich für durch und durch bourbonenfreundlich hielt. Aus diesem Grund ordnete der König von Italien an, die Akademie von Real Collegio Militare in Collegio Militare di Napoli umzubenennen. Mit dem Verlust des Attributs „königlich“ ging auch die Degradierung zur eher vorbereitenden Kadettenanstalt einher (damals gymnasiale Unterstufe), eine Funktion die die heutige Militärschule in ähnlicher Form noch immer innehat. Die Militärakademie in Turin erhielt die alleinige Zuständigkeit für die Grundausbildung aller Offizieranwärter des italienischen Heeres (beinhaltete damals die gymnasiale Oberstufe).

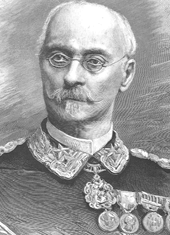
General Enrico Cosenz

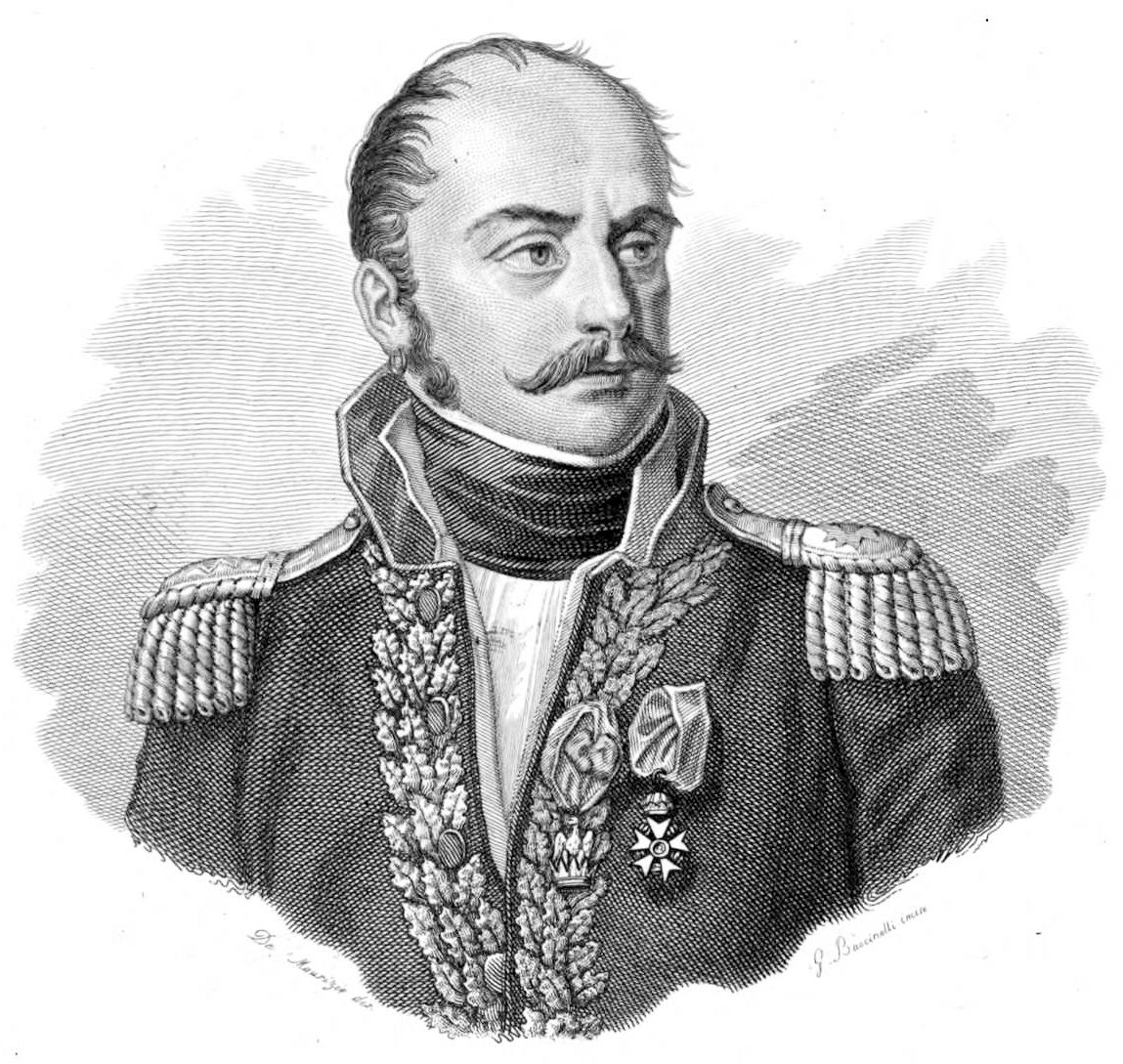
General Pietro Teuliè

1869 wurde das heute wieder bestehende Collegio Militare di Milano in Mailand aufgelöst. Dessen 59 Schüler wurden vom Collegio in Neapel aufgenommen. In der Folge konnte die geplante Auflösung der Schule in Neapel nur durch die Unnachgiebigkeit süditalienischer Abgeordneter verhindert werden. Nachdem die Savoyer erkannt hatten, dass sie sich bei der Beurteilung der Schule verschätzt hatten, schrieben sie 1881 den Kronprinzen und späteren König Viktor Emanuel III. am Collegio Militare di Napoli ein und richteten 1887 zum hundertjährigen Bestehen der Schule ein großes Fest aus. 1882 wurde der Neapolitaner Enrico Cosenz, ein Absolvent des Collegio und einer der fähigsten italienischen Generale seiner Zeit, zum ersten Generalstabschef des Heeres ernannt. Auch in den Jahren danach wurden Absolventen des Collegio immer wieder Generalstabschef, darunter Alberto Pollio (1908–1914). Während des Zweiten Weltkriegs wurde die Schule für kurze Zeit nach Benevent verlegt. 1953 nahm die Schule ihren heutigen Namen Scuola Militare Nunziatella an, im Jahr danach erhielt sie ein Wappen mit dem Motto preparo alla vita ed alle armi („Ich bereite auf das Leben und auf die Waffen vor“).
1996 eröffnete das Heer in Mailand wieder die alte, im Jahre 1802 von General Pietro Teuliè als Kriegswaisenanstalt gegründete Militärschule, die von 1831 bis 1848 österreichische Kadettenanstalt war und später für Italien von 1859 bis 1869, von 1873 bis 1894 und von 1935 bis 1943 Kadetten ausbildete. Vergleichbare Einrichtungen gab es in Italien in der zweiten Hälfte des 19. Jahrhunderts in Asti (1858–1866, davor seit 1834 in Racconigi), Parma (1860–1864, davor in Colorno), Florenz (1849–1894; davor Kadettenkolleg), Rom (1886–1943; davor päpstliche Kadettenanstalt bis 1863), Messina (1883–1895) und Palermo (Istituto Militare Garibaldi, 1860–1868, davor in Monreale für Unteroffiziere). Je nach Anciennität erhielten die Schulen eine Nummer, die auf den Kopfbedeckungen der Schüler zu sehen war oder ist. Die Nunziatella führt seit der Einigung Italiens die Nummer 1, in der ersten Hälfte des 20. Jahrhunderts hatte das Collegio Militare in Rom die 2, das in Mailand die 3. Da die Schule in Rom nicht mehr besteht, ging die 2 an die 1996 reaktivierte Schule in Mailand.
Vor allem an der Nunziatella ließen die Marine und die Luftwaffe Kadetten ausbilden, bis sie selbst Militärschulen dieser Art einrichteten. Die Marine  konnte sich von 1937 bis 1943 auf zwei Seekadettenanstalten in Venedig und Brindisi stützen, die einer faschistischen Jugendorganisation gehörten. 1961 eröffnete sie am Ort der ehemaligen Anstalt in Venedig ihre eigene Schule, die heutige Scuola navale militare Francesco Morosini, die sich in der Nachfolge einer 1619 gegründeten venezianischen Marineschule sieht. Die Luftwaffe zog erst 2006 nach mit der Scuola militare aeronautica Giulio Douhet in Florenz.